# Velký řád královny Jeleny
Velký řád královny Jeleny (chorvatsky Velered kraljice Jelene), oficiálně Velký řád královny Jeleny se stuhou a jitřenkou (chorvatsky Velered kraljice Jelene s lentom i Danicom) je státní vyznamenání Chorvatské republiky založené roku 1995. V hierarchii chorvatských řádů se nachází na druhém místě za Velkým řádem krále Tomislava.

## Historie
Řád byl založen dne 1. dubna 1995 a udílen je v jediné třídě. Pojmenován je po chorvatské královně Heleně Zadarské.

## Pravidla udílení
Tento řád spolu s Velkým řádem krále Petara Krešimira IV. je udílen hodnostářům, státním úředníkům a prezidentům mezinárodních organizací za jejich přínos k mezinárodní reputaci a postavení Chorvatska. Udílen je také chorvatským i zahraničním státníkům a předním politikům za mimořádný přínos k nezávislosti a integritě státu, za rozvoj a budování Chorvatska a za jejich výjimečný osobní přínos k rozvoji vztahů mezi Chorvatskem a dalšími zeměmi. Udílen je také vyšším důstojníkům za mimořádný přínos k formování vojenské strategie a doktríny, za zásluhy o rozvoj chorvatských ozbrojených sil a za zvláštní úspěchy při velení chorvatským jednotkám.

## Insignie
Řádový odznak je vyroben ze stříbra a má tvar stylizovaného bledě modře smaltovaného trojlístkového kříže lemovaného zlatem. Odznak je vysoký 65 mm a široký 52 mm. Trojlístek je zakončen korunou v podobě horní části státního znaku Chorvatska (pět štítů reprezentujících pět geografických oblastí, které tvoří Chorvatsko) a s nápisem KRALJICE JELENE.
Řádová hvězda má průměr 90 mm a je vyrobena ze stříbra. Tvoří ji osm kratších a osm delších stříbrných paprsků, mezi nimiž jsou paprsky pozlacené. Uprostřed je položen řádový odznak.
Stuhu tvoří tři stejně široké pruhy v barvě červené, bílé a modré, což odpovídá barvám státní vlajky. Červeným a modrým pruhem navíc probíhají dva úzké žluté pruhy. Stuha je široká 80 mm.